# Памятник Иоганну Гутенбергу (Страсбург)
Памятник Иоганну Гутенбергу (фр. La statue de Gutenberg) — памятник немецкому первопечатнику, первому типографу Европы Иоганну Гутенбергу.
Создан в 1840 году французским скульптором Давидом д’Анже. Установлен на площади Гутенберга возле собора в Страсбурге (Франция).
Иоганн Гутенберг жил в Страсбурге с 1439 по 1444 год.
Бронзовая статуя Гутенберга держит в руках страницу Священного Писания, на которой можно прочитать строчку «и стал свет» по-французски.

### Фрагменты памятника

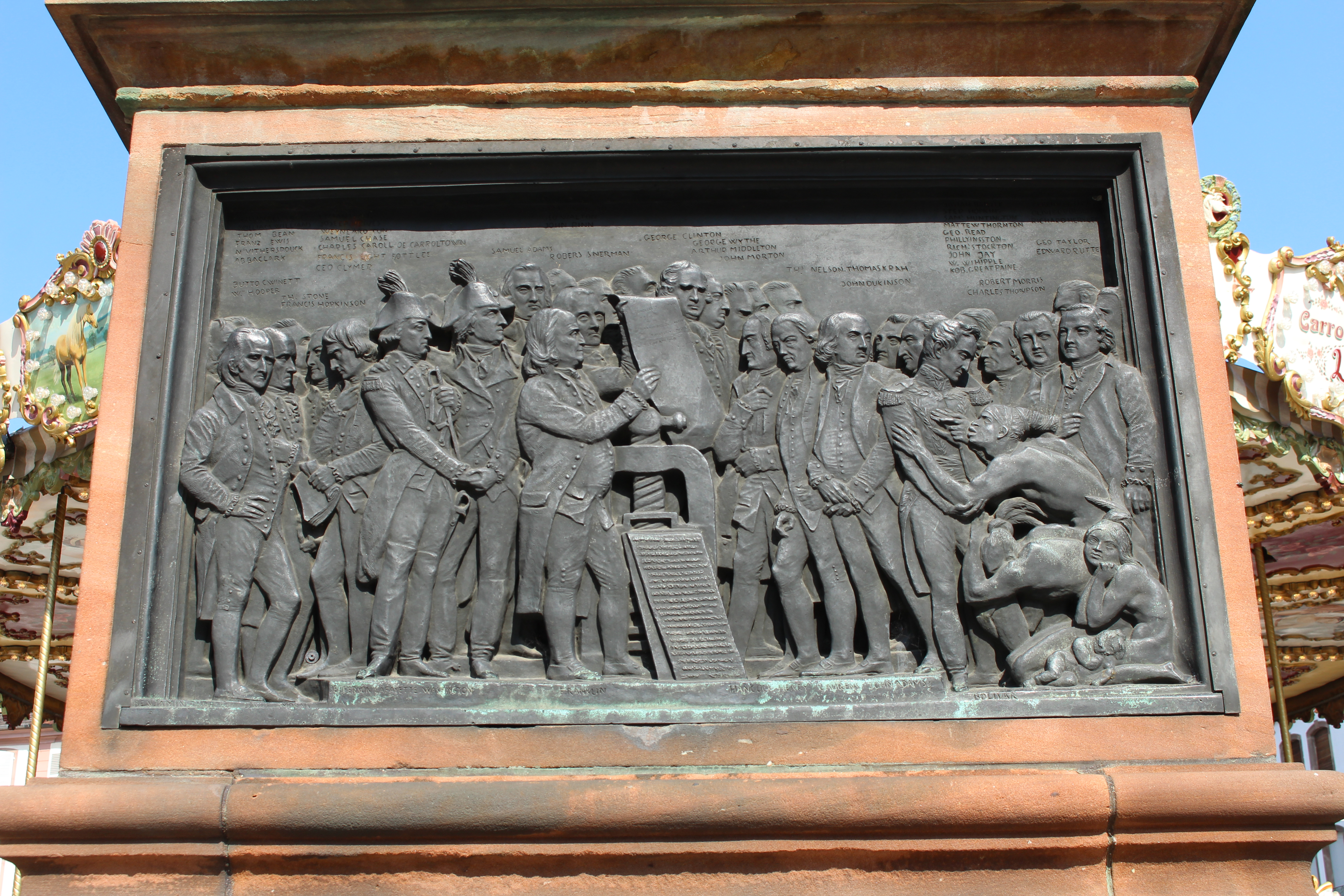
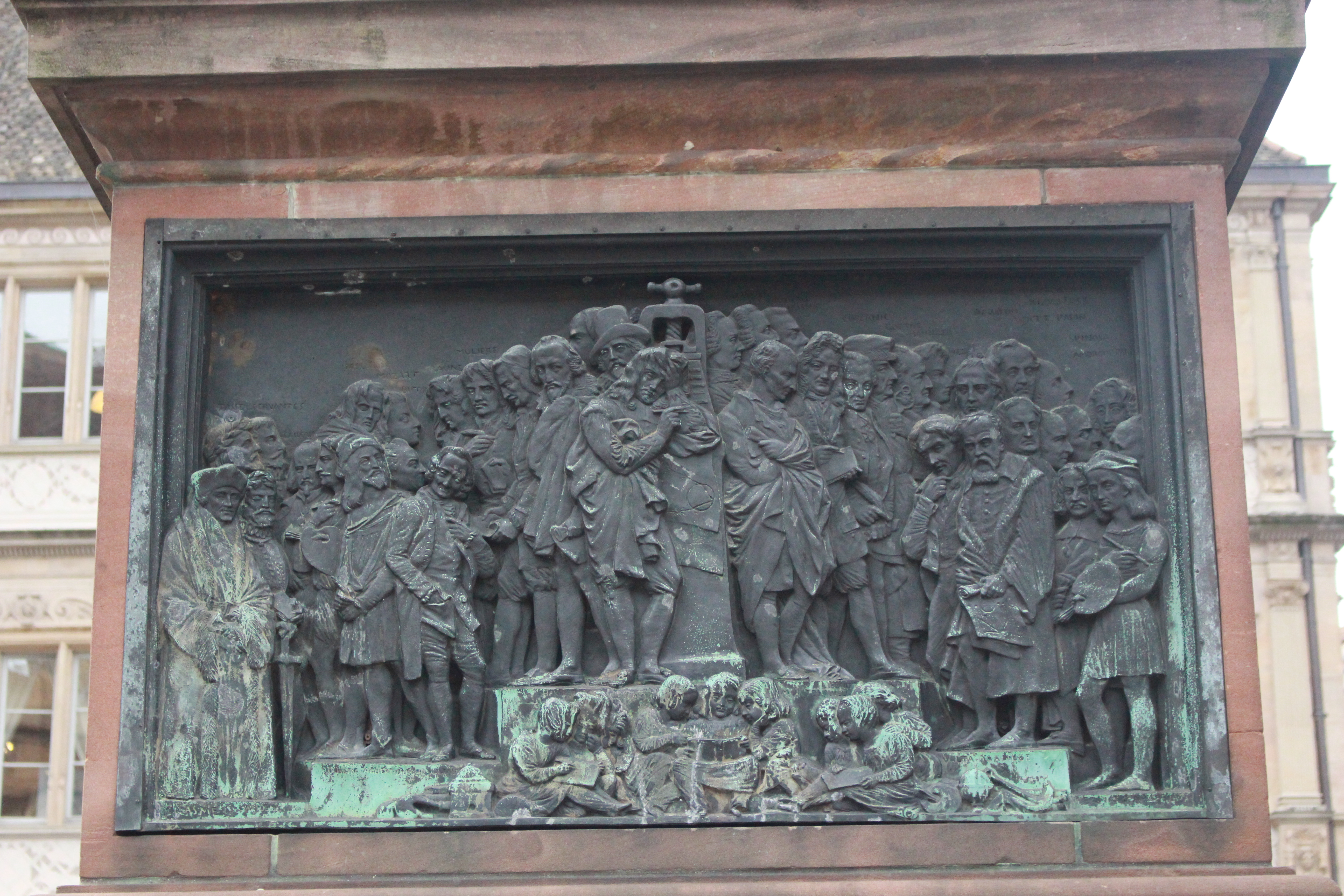
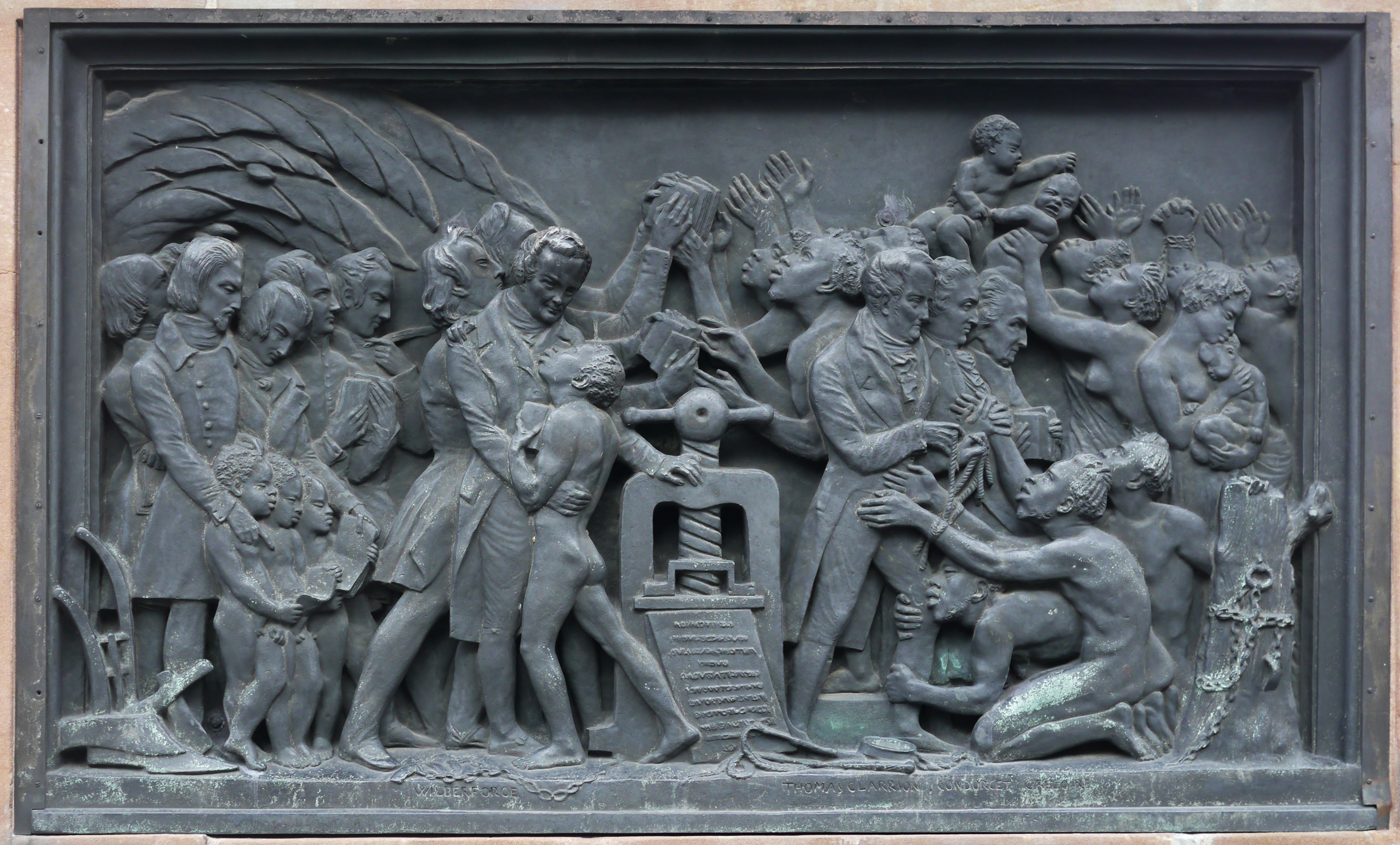
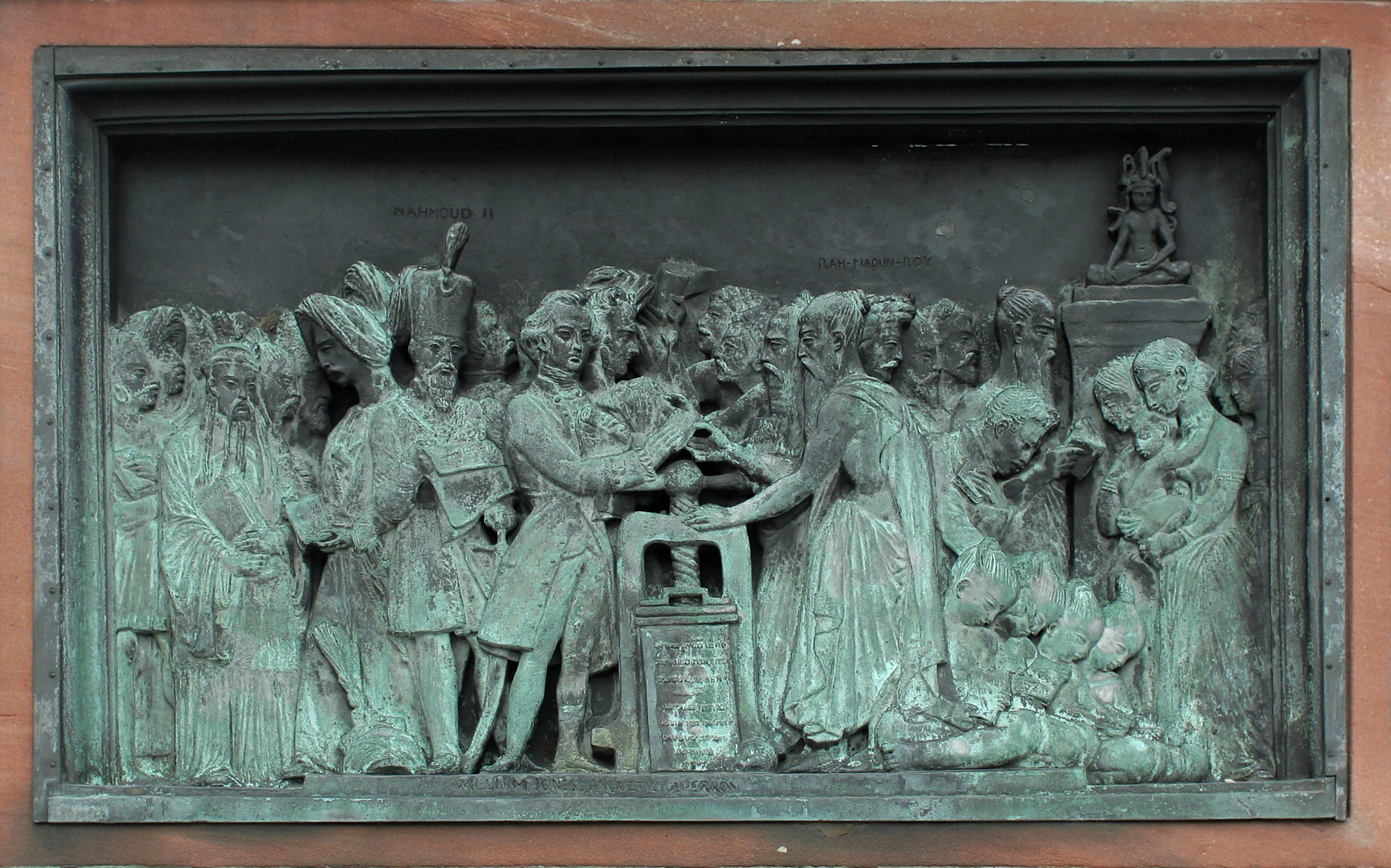